# Halogenki alkilowe
Halogenki alkilowe, halogenoalkany – grupa organicznych związków chemicznych, pochodnych alkanów (halogenków), w których jeden lub więcej atomów wodoru został zastąpiony przez atom halogenu. W zależności od stopnia podstawienia wyróżnia się monohalogenoalkany, dihalogenoalkany, trihalogenoalkany itd. 
Rzędowość halogenków alkilowych określa się podobnie jak rzędowość alkoholi; mogą być one pierwszo- (RCH2X), drugo- (R2CHX) i trzeciorzędowe (R3CX).

## Właściwości fizyczne i chemiczne
Są nierozpuszczalne w wodzie, natomiast dobrze rozpuszczalne w rozpuszczalnikach organicznych. Stosunkowo łatwo ulegają substytucji nukleofilowej:
R−X + OH− → R−OH + X−
lub konkurencyjnej dehydrohalogenacji (eliminacji halogenowodoru) do alkenów, na przykład:
CH3−CH2−X → CH2=CH2 + HX
Drugiej reakcji sprzyja fakt, że obecność atomu fluorowca silnie zwiększa kwasowość sąsiednich atomów wodoru i ich oderwanie jest znacznie łatwiejsze niż w alkanach. 
W reakcji z magnezem dają związki Grignarda:
R−X + Mg → R−Mg−X
Natomiast pod wpływem silnych reduktorów, w obecności donorów atomów wodoru ulegają redukcji do alkanów.

## Otrzymywanie
Na skalę przemysłową są otrzymywane głównie na drodze reakcji bezpośredniego halogenowania węglowodorów w podwyższonej temperaturze. Wadą tej metody jest to, że uzyskiwana mieszanina składa się z różnopodstawionych produktów. Jej zaletą natomiast są niskie koszty produkcji.
Do celów laboratoryjnych halogenki alkilowe otrzymuje się za pomocą następujących reakcji:
- Wymiana grupy hydroksylowej w alkoholach – przebiega według mechanizmu substytucji nukleofilowej, ze względu na rzędowość alkoholu będącego substratem może to być SN1 lub SN2.
- Addycja halogenowodorów do alkenów – przebiega zgodnie z regułą Markownikowa. Wyjątkiem jest bromowodór, którego addycja w obecności nadtlenków prowadzi do produktu niezgodnego z tą regułą.
- Addycja halogenów do alkenów i alkinów – umożliwia bezpośrednie otrzymywanie dihalogenopochodnych. Dodatkowo reakcja ta może posłużyć do wykrycia obecności podwójnego wiązania węgiel–węgiel w roztworze. Wymaga to zastosowania wody bromowej, która ulega odbarwieniu.
- Halogenowanie niektórych węglowodorów – w warunkach podwyższonej temperatury i obecności światła reakcja przebiega rodnikowo.